# Conches-sur-Gondoire
Conches-sur-Gondoire – miejscowość i gmina we Francji, w regionie Île-de-France, w departamencie Sekwana i Marna.
Według danych na rok 1990 gminę zamieszkiwało 1790 osób, a gęstość zaludnienia wynosiła 1178 osób/km² (wśród 1287 gmin regionu Île-de-France Conches-sur-Gondoire plasuje się na 507. miejscu pod względem liczby ludności, natomiast pod względem powierzchni na miejscu 878.).

## Znane osoby
Maurice Boitel, malarz